# 蒙特堡 (拉奎拉省)
蒙特堡（義大利語：Castel del Monte）是意大利阿布鲁佐大区拉奎拉省的一个市镇。总面积58.02平方公里，人口490人，人口密度8.4人/平方公里（2009年）。ISTAT代码为066026。

## 友好城市
- 法國 索曼